# Kisapáti
Kisapáti község Veszprém vármegyében, a Tapolcai járásban. A település eredetileg Szent István magyar király korától az 1950-es megyerendezésig Zala vármegyéhez tartozott.

## Fekvése
A Tapolcai-medencében, a Szent György-hegy keleti oldalánál fekszik, Tapolcától 5 kilométerre délkeletre.

### Megközelítése
Főutcája a várost Nemesguláccsal összekötő 7345-ös út, ezen keresztül Badacsony és a környék más Balaton-parti települései is könnyen elérhetők innen.
A hazai vasútvonalak közül a Börgönd–Szabadbattyán–Tapolca-vasútvonal érinti, amelynek egy (\Nemesguláccsal közös) megállási pontja van itt; Nemesgulács-Kisapáti megállóhely a két község határvonalán helyezkedik el, ott, ahol a vasút keresztezi a 7345-ös utat.

## Története
Első írásos említése 1222-ből van (Apaty). A arra utal, hogy a település a pannonhalmi apátság tulajdona volt, a Kis előtag a közeli Monostorapátitól való megkülönböztetésül lehet a névben. Hívták Sárosapátinak is. Az 1950-es megyerendezésig Zala vármegyéhez tartozott.

## Közélete

### Polgármesterei
- 1990–1994: Thorday László Bence (független)[3]
- 1994–1998: Csizmazia Mária (független)[4]
- 1998–2002: Csizmazia Mária (független)[5]
- 2002–2006: Csizmazia Mária (független)[6]
- 2006–2010: Keszei Endre Tibor (független)[7]
- 2010–2014: Keszei Endre Tibor (független)[8]
- 2014–2019: Keszei Endre Tibor (független)[9]
- 2019–2024: Kiss Imre (független)[10]
- 2024– : Bicskei Sándor (független)[1]

## Népesség
A település népességének változása:
| Lakosok száma | 326  | 331  | 327  | 351  | 328  | 350  | 366  |
|               | 2013 | 2014 | 2015 | 2021 | 2022 | 2023 | 2024 |

A 2011-es népszámlálás során a lakosok 97,5%-a magyarnak, 3,5% németnek, 0,9% cigánynak, 0,3% románnak, 0,3% szlováknak mondta magát (2,5% nem nyilatkozott; a kettős identitások miatt az végösszeg nagyobb lehet 100%-nál). A vallási megoszlás a következő volt: római katolikus 69,2%, református 2,2%, görögkatolikus 0,6%, felekezeten kívüli 10,7% (15,7% nem nyilatkozott).
2022-ben a lakosság 87,8%-a vallotta magát magyarnak, 2,1% németnek, 2,7% egyéb, nem hazai nemzetiségűnek (11,6% nem nyilatkozott; a kettős identitások miatt a végösszeg nagyobb lehet 100%-nál). Vallásuk szerint 44,8% volt római katolikus, 1,2% református, 0,9% ortodox, 0,3% evangélikus, 0,3% görög katolikus, 2,7% egyéb keresztény, 1,2% egyéb katolikus, 2,7% felekezeten kívüli (45,4% nem válaszolt).

## Nevezetességei
- Szent Kereszt kápolna: román stílusú, 1245-ből
- szőlőtermelés, borászat
- Kaán Károly-kulcsosház

## Képgaléria

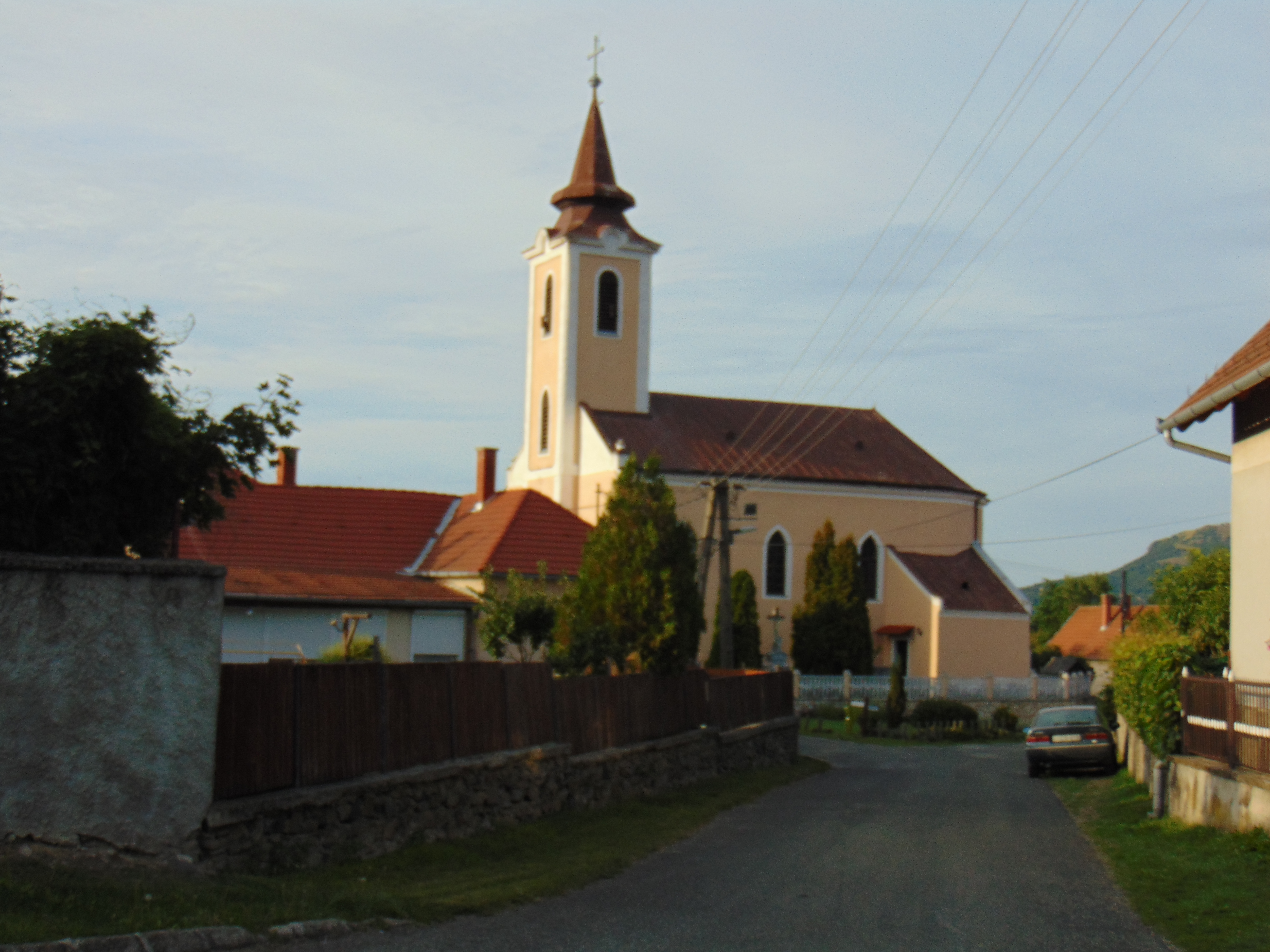
Kisapáti temploma
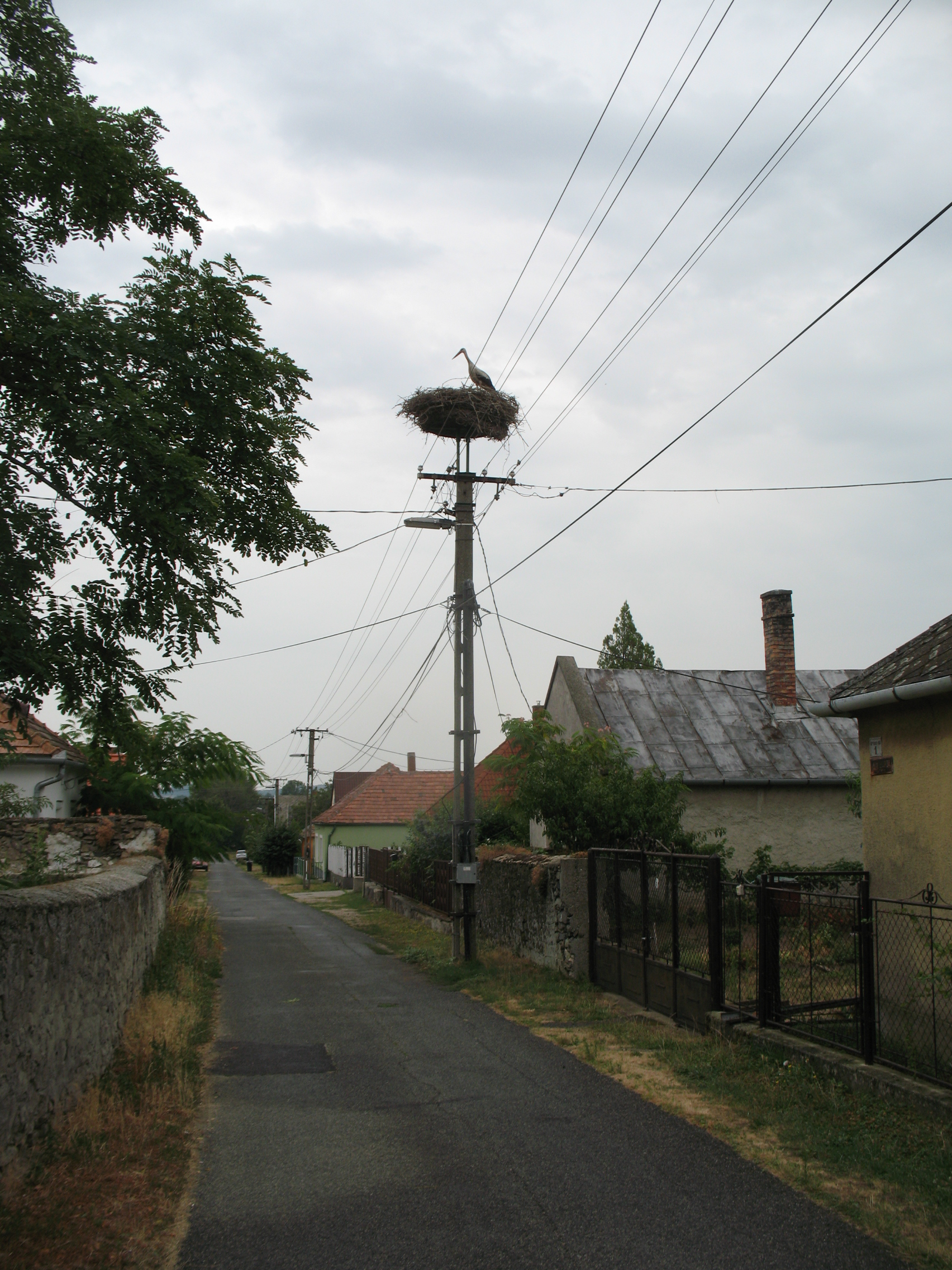
Gólyafészek a településen
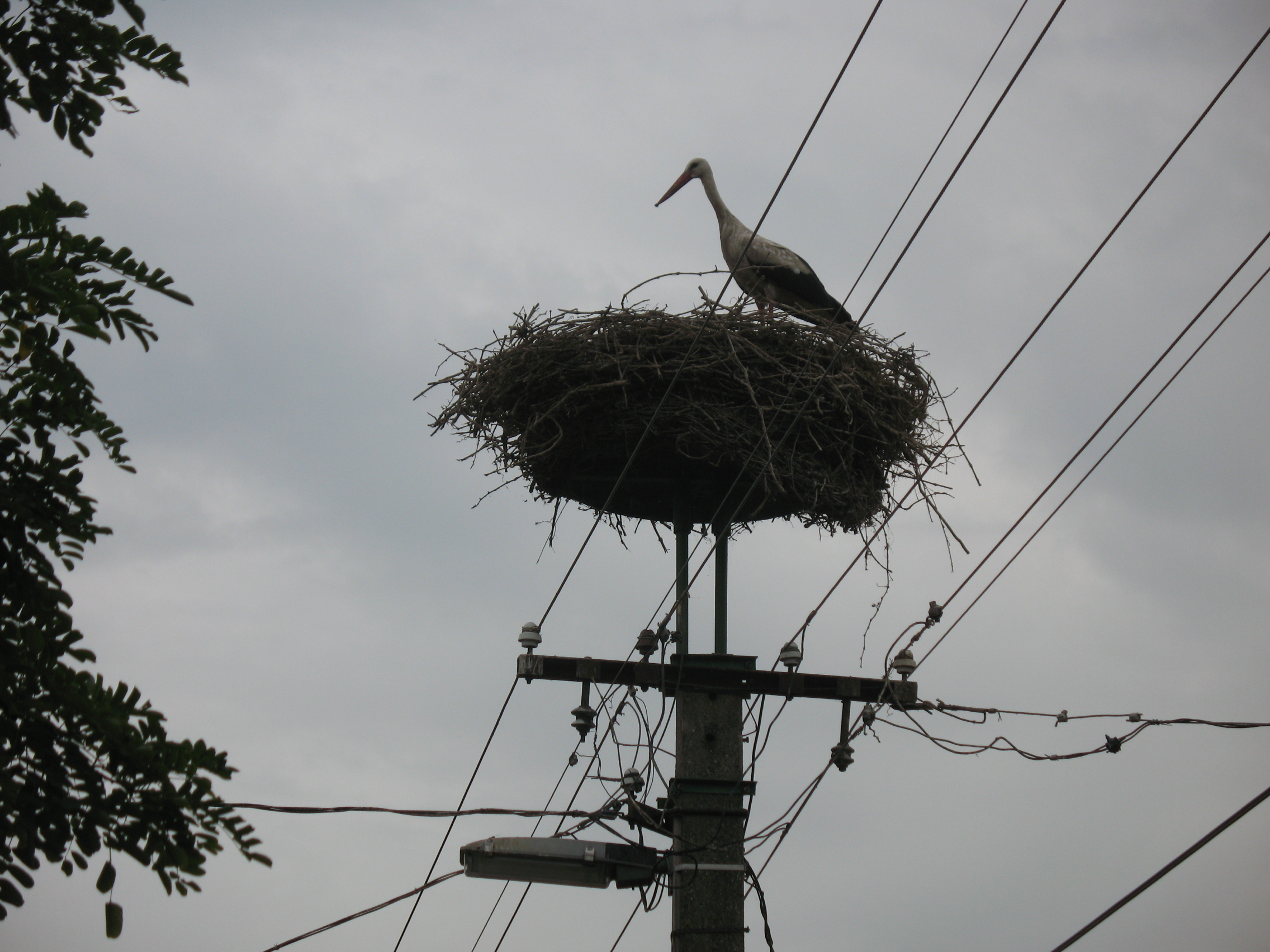

## Külső hivatkozások
- Kisapáti